# Список мест находок неандертальцев

## Список мест находок неандертальцев
Список археологических мест, где были найдены останки неандертальцев, либо метисных форм неандертальцев и современных людей.

## Западная Европак северу отАльпиПиренеев
- Эрингсдорф (Германия) - протонеандертальцы
- Анжи (коммуна) (Бельгия) - протонеандертальцы
- Ла Нале (Бельгия) - классические неандертальцы
- долина Неандер (Германия) - классические неандертальцы
- Североморский берег (Нидерланды) - классические неандертальцы
- Скло (Бельгия) - протонеандертальцы
- Спи-сюр-Л'Орнье (Бельгия) - классические неандертальцы
- Вельдвезерт-Хезерватер (Германия) - протонеандертальцы
- Ботневидд Лланеллви (Уэльс, Великобритания) - протонеандертальцы
- Ла Котт де Сент-Бреалад (Джерси, Великобритания) - классические неандертальцы
- Арси-сюр-Кюр и Гротт дю Ренн (Франция) - классические неандертальцы
- Воклюз (Франция) - протонеандертальцы
- Бьяш-Сен-Ва (Франция) - протонеандертальцы
- Шательперрон (Франция) - классические неандертальцы
- Комб Жреналь (Франция) - протонеандертальцы
- Ла-Шез (Франция) - протонеандертальцы
- Ла-Шапель-о-Сен (Франция) - классические неандертальцы
- Ла-Ферраси (Франция) - классические неандертальцы
- Ла-Кина (фр., Франция) - классические неандертальцы
- Ле-Мустье (Франция) - классические неандертальцы
- Люссак-ле-Шато (Франция) - классические неандеральцы
- Ардеш (Франция) - классические неандертальцы
- Ле Режюр (Франция) - классические неандертальцы
- Сен-Сезер (Франция) - классические неандертальцы
- Мула-Гверци (Франция) - классические неандертальцы
- Кресвел-Крэгс - (Англия, Великобритания) - классические неандертальцы
- Линфорд Кэрри - (Англия, Великобритания) - классические неандертальцы

## Иберийский полуостров
- Абриго ду Лагар Велью  (Лейрия, Португалия) - классические неандертальцы
- Л'Арбреда (Испания) - классические неандертальцы
- горы Сьерра-де-Атапуэрка (Испания) - протонеандертальцы, классические неандертальцы
- Акслор (Испания) - классические неандертальцы
- Баньолес (Каталония, Испания) - классические неандертальцы
- Карихуэлья (Андалузия, Испания) - классические неандертальцы
- Куэва Негра (Мурсия, Испания) - протонеандертальцы
- Фигуээйра Брава горы Аррабида (Испания) - классические неандертальцы
- Пещера Горама (Гибралтарская скала, Великобритания) - классические неандертальцы
- пещера Эль-Сидрон (Испания) - классические неандертальцы
- Сима де Лас Паломас (Мурсия, Испания) - протонеандертальцы
- Сафаррая (Испания) - классические неандертальцы

## Апеннинский полуостров
- Цепрано (Италия) - протонеандертальцы
- горы Монте Чирчео (Италия) - протонеандертальцы
- Саккопасторе (Италия)  - классические неандертальцы
- пещера Гуаттари (Италия) - классические неандертальцы

## Балканский полуостров
- Крапина (Хорватия) - поздние неандертальцы
- пещера Виндия (Хорватия) - классические неандертальцы
- Петралона (Греция) - протонеандертальцы

## Центральная Европа,Восточная ЕвропаиКавказ
- Дивье Бабе (Словения) - классические неандертальцы
- Гановце (Словакия) - протонеандертальцы
- Киик-Коба  (Крым) - поздние неандертальцы
- Кульна (Чехия) - поздние неандертальцы
- Мезмайская пещера (Россия) - классические неандертальцы
- Очхоз (Словакия) - поздние неандертальцы
- Шаля (Словакия) - поздние неандертальцы
- Шипка (Чехия) - поздние неандертальцы
- Староселье  (Крым) - поздние неандертальцы
- Рожок 1 (Россия) - классические неандертальцы

## Ближний ВостокиСредний Восток
- Нахал Амуд (Израиль) - поздние неандертальцы
- пещера Бисутун (Иран) - поздние неандертальцы
- пещера Караин (Турция) - поздние неандертальцы
- Дадария (Сирия) - классические неандертальцы
- пещера Дуара (Сирия) - классические неандертальцы
- Галилея (Израиль) - грацильные неандертальцы
- пещера Кебара (Израиль) - грацильные неандертальцы
- Мугарет эз-Зуттия (Израиль) - грацильные неандертальцы
- Мугарет эс-Схул (Израиль) - грацильные неандертальцы
- Мугарет эт-Табун (Израиль) - протонеандертальцы, грацильные неандертальцы
- Кзар-Акил (Ливан) - грацильные неандертальцы
- пещера Шанидар  (Иракский Курдистан), (Ирак) - классические неандертальцы

## Центральная Азия
- Тешик-Таш (Узбекистан) - поздние неандертальцы
- Аман-Кутан (Узбекистан) - поздние неандертальцы
- Оби-Рахмат (Узбекистан) - поздние неандертальцы

## Сибирь
- Чагырская пещера  (Алтай, Россия) - поздние неандертальцы
- Денисова пещера  (Алтай, Россия) - классические неандертальцы, поздние неандертальцы
- пещера Окладникова (Алтай, Россия) - поздние неандертальцы